# دايركت درو
دايركت درو (بالإنجليزية: DirectDraw)‏ أحد مكونات المكتبة البرمجية دايركت إكس من شركة مايكروسوفت. والذي يقدم خدمات لرسم الأشكال الشبحية والوصول المباشر لذاكرة العرض لمبرمجي التطبيقات على نظم تشغيل ويندوز.
كما هو الحال مع دايركت ثري دي، يشكل دايركت درو واجهة مزدوجة تتخذ موقعها بين مبرمج التطبيقات وكاتب برنامج تشغيل بطاقة العرض بنفس المبدأ.

## إمكانيات
- وصول مباشر إلى ذاكرة العرض للقراءة والكتابة.
- دعم مخازن الرسم الخلفية (بالإنجليزية: back buffer)‏.
- العرض ضمن نافذة أو على كامل الشاشة.
- نسخ مساحات مربعة بين سطوح الرسم مع التسريع باستخدام بطاقة العرض حيث أمكن (بالإنجليزية: blit)‏، مع دعم الشفافية والتحجيم والفتل والمؤثرات الخاصة.
- الإظهار على طبقات تطغى على كافة مكونات الشاشة (بالإنجليزية: overlay)‏.
- العرض السريع على الشاشة عن طريق قلب الصفحة (بالإنجليزية: page flip)‏.

لا يقدم دايركت درو وظائف لرسم الأشكال الهندسية كالخطوط والدوائر والمنحنيات والمضلعات كما يفعل GDI، لذلك من الخطأ إطلاق صفة مكتبة رسوميات ثنائية البعد على دايركت درو.

## تاريخ
قدّم نظام تشغيل دوس لمطوري الألعاب إمكانية الوصول المباشر لموارد الجهاز من ذاكرة عرض وصوت وغيرها، في حين انحصر انتشار الألعاب في نظام ويندوز (ما قبل ويندوز 95 آنذاك) بسبب غياب هذه الإمكانية رغم انتشار ويندوز بين المستخدمين.
كحل مؤقت، قدمت مايكروسوفت مكتبة وين جي (بالإنجليزية: WinG)‏ لإنجاز مهام الرسوميات دون المرور بطبقة جي دي آي (بالإنجليزية: GDI)‏ الخاصة برسم واجهات ويندوز، مما زاد قليلاً من انتشار الألعاب على هذا النظام.
بظهور ويندوز 95، اتخذت مايكروسوفت موقفاً لنقل تطبيقات الألعاب لتعمل على نظام التشغيل الجديد بدلاً من نظام تشغيل دوس الذي كان شائعاً للغاية نظراً لعدم وجود قيود تحول بين اللعبة وموارد الجهاز كما هو الوضع في نظام تشغيل محمي كويندوز.
لتحقيق هذا الهدف، تم إنشاء مكتبة دايركت إكس، بمكونها الرئيس دايركت درو القائم على فلسفة تقديم وصول وأداء يوازي أو حتى يسبق ذاك الممكن عن طريق دوس، إضافة إلى أن تصبح الألعاب في ويندوز كأي تطبيق آخر، تحيا في نافذة يمكن تصغيرها جانباً بينما ينجز المستخدم مهام أخرى.
في إصداراته الأولى، كانت مايكروسوفت تلخص وظيفة دايركت درو بأنه مجرد مدير لذاكرة العرض.

## إصدارات

### الأول
في الـ 20 من أبريل 1995، ظهر دايركت درو لأول مرة تحت ما دعي بـعدة تطوير الألعاب (بالإنجليزية: Game SDK)‏. الأمثلة التي جاء بها لعبة الدب والثعلب (بالإنجليزية: FoxBear)‏ والمهرجون الخالدون (بالإنجليزية: Immortal Klowns)‏.
وردت في وثائق دايركت درو 1 أنه سيكون أساساً للتخريج لدايركت فيديو، إلا أنه لم تتم إضافة مكون بهذا الاسم إلى مكتبة دايركت إكس على الإطلاق. وإنما احتوت الإصدارات اللاحقة على دايركت شو الذي يقوم بمهام فك ضغط المقاطع الفلمية وتشغيلها.
فيما يلي قائمة المزايا التي جاء بها الإصدار الأول:
- دعم مخازن الرسم المزدوجة (بالإنجليزية: double buffering)‏ وقلب الصفحة لإظهار محتويات مخزن الرسم على الشاشة.
- الوصول والتحكم بما يدعى البلتر (بالإنجليزية: blitter)‏ أو ناسخ البكسلات على بطاقة العرض.
- دعم ذاكرة العمق للمشاهد ثلاثية الأبعاد.
- وصول مباشر إلى الإكساءات، سواء تلك التي تستخدم لوحاً لونياً أو لا تستخدمه.
- دعم عرض الطبقات مع إمكانية ترتيبها على البعد الثالث، بواسطة إمكانيات بطاقة العرض.
- عرض مقاطع الفيديو بجودة أعلى عن طريق منح الوصول إلى السطوح بهيئة YUV اللونية.
- رسوميات ومقاطع فيديو بجودة محسنة عن طريق الوصول لمحجـّمات الصورة على بطاقة العرض.
- دعم الوصول إلى ذاكرة بطاقة العرض القياسية والمحسنة.

### الثاني
نُشر في 13 مايو 1996، شمل تحسينات محدودة مقارنة بالإصدار الأول، منها:
- العمل ضمن أي نمط عرض تدعمه بطاقة العرض، حيث أن الإصدار الأول كان محصوراً بدقة 480×640 وعمق لوني 8-بت أو 16-بت.
- دعم الألواح اللونية بفهارس بعرض 1-بت أو 2-بت أو 4-بت أو 8-بت.
- أزالة بعض المحدوديات في جوانب مختلفة من الواجهة البرمجية.

### الثالث
نُشر في العاشر من سبتمبر 1996، ولا يشمل أية تعديلات تذكر مقارنة بالإصدار الثاني.

### الخامس
نشر في 16 يوليو 1997، وأضاف دعم الذاكرة الوسيطة في بطاقات عرض AGP، واستخدام تعليمات MMX في طبقة المحاكاة البرمجية HEL، وأخيراً دعم السطوح الأعرض من نمط العرض الحالي.

### السادس
نُشر في 7 أغسطس 1998، وأضاف إمكانية معايرة إعدادات السطوع (بالإنجليزية: gamma control)‏، وإمكانية العرض على أكثر من شاشة.

### السابع
نُشر في 22 سبتمبر 1999 وأضاف ميزة وحيدة فقط تتمثل في دعم أنظمة عرض ستيريو (العرض المجسم). كما هو الحال مع سائر مكونات دايركت إكس الأخرى في هذا الإصدار فقد تم دعم البرمجة بلغة فيجوال بيسك إضافةً إلى لغتي سي وَسي++.